# Ludwig von Vincke
Pour les articles homonymes, voir Vincke.
Ludwig Friedrich Wilhelm Philipp Freiherr von Vincke (né le 23 décembre 1774 à Minden, mort le 2 décembre 1844 à Münster) est un homme politique prussien.

## Biographie
Ludwig von Vincke vient d'une vieille famille aristocratique. Ses parents sont Ernst Idel Jobst von Vincke (21 janvier 1738-21 août 1813), seigneur héréditaire d'Ostenwalde et doyen de la cathédrale de Minden, et son épouse Luise Sophie von Buttlar (5 septembre 1739-18 mai 1806). Il va à l'école de Halle de 1789 à 1792. Contrairement à la tradition familiale, il refuse une carrière militaire et préfère une carrière administrative dans l'État prussien. En 1792, il s'inscrit à l'université de Marbourg et suit pendant trois semestres les cours de Johann Heinrich Jung-Stilling.
Il obtient un poste d'administrateur à Aurich en 1803. L'année suivante, Heinrich Friedrich Karl vom Stein est fait ministre à Berlin, laissant libre son siège à Münster et Hamm. Vincke est fait baron et reprend ce siège jusqu'en 1806.
Après la bataille d'Iéna, il fuit en Angleterre et fait connaissance de l'autogouvernance qu'il adopte dans ses réformes. À son retour en 1807, il s'engage auprès de Vom Stein. Jusqu'au licenciement du ministre, il participe à l'abolition du servage, à la réforme des transactions économiques et de la corporation municipale. Après la démission de Stein, il lui succède à la chambre de commerce de Potsdam en 1809 mais doit démissionner l'année d'après. Il épouse Eleonore von Syberg zum Busch et hérite des ruines du château-fort de Hohensyburg (de).
En 1813, après la défaite des Français à la bataille de Leipzig, il est de l'administration entre la Weser et le Rhin. Après le congrès de Vienne, la province de Westphalie est créée. Il se porte candidat et en est haut président durant trois décennies, réunissant plusieurs petits États. Plusieurs fois, il essaie d'être ministre à Berlin.
Il favorise la paysannerie et l'industrialisation de la Westphalie par le développement des infrastructures, comme la navigabilité de la Lippe.
Outre son engagement professionnel, Vincke a longtemps parrainé l’église morave à Iserlohn, à laquelle appartiennent Peter Eberhard Müllensiefen et Friedrich von Scheibler. Il fonde avec eux une société littéraire que préside Friedrich Bährens.
Son fils Georg sera aussi un homme politique réformateur de la Prusse.

## Publications
- Tableau de l’administration intérieure de la Grande-Bretagne  (trad. Charles-Guillaume Théremin), Paris, Gide fils, 1819, viii-265, 1 vol. ; in-8 (OCLC 492121298, lire en ligne).